# Kupiansk (huyện)
Huyện Kupiansk (tiếng Ukraina: Куп’янський район, chuyển tự: Kupiansks’kyi raion) là một huyện của tỉnh Kharkiv thuộc Ukraina. Huyện Kupiansk có diện tích 1280 kilômét vuông, dân số theo điều tra dân số ngày 5 tháng 12 năm 2001 là 29581 người với mật độ 23 người/km2. Trung tâm huyện nằm ở Kupiansk.